# 寬手仿刺鎧蝦
寬手仿刺鎧蝦（学名：Munidopsis latimana）为鎧甲蝦科仿刺鎧蝦屬下的一个种。